# Paya Kreub
Paya Kreub is een bestuurslaag in het regentschap Aceh Timur van de provincie Atjeh, Indonesië. Paya Kreub telt 442 inwoners (volkstelling 2010).